# Sommeruniversität für Frauen
Die Sommeruniversität für Frauen (auch Sommeruniversität der Frauen) fand – als erste ihrer Art in Europa – von 1976 bis 1983 im damaligen West-Berlin statt. Initiiert und organisiert wurde sie von einer Gruppe von Dozentinnen der Freien und der Technischen Universität Berlin.

## Die Gründerinnen
Cristina Perincioli, Autorin des 2015 erschienenen Buches Berlin wird feministisch, trug auf ihrer Internetplattform über feministische Projekte in Berlin Material über die Sommeruniversität für Frauen zusammen, darunter auch die Namen der Gründerinnen:
- Ingrid Bartsch
- Gisela Bock[4]
- Daniela Dilthey
- Barbara Duden
- Marlis Dürkop
- Carol Hagemann-White
- Irmela von der Lühe
- Konstanze Pistor
- Sibylle Plogstedt
- Jutta Poppinga
- Cäcilia Rentmeister[5]
- Ingrid Schmidt-Harzbach[6]
- Theresia Sauter-Bailliet[7]
- Hanna Beate Schöpp-Schilling
- Dagmar Schultz
- Annemarie Tröger[8]

## Anfang und Anliegen
„Die Sommeruniversität, die etwas an der Universität verändern will, ist also nicht etwa deshalb möglich geworden, weil ein paar Dozentinnen etwas kapiert haben, sondern weil viele Frauen viel kapiert haben und dabei sind, an der Gesellschaft etwas zu verändern…“

Entstehung wie Durchführung der Berliner Sommeruniversitäten brachten die Autorinnen Martina Althoff, Mechthild Bereswill und Birgitt Riegraf 25 Jahre nach der ersten Sommeruniversität in ihrer rückblickenden Abhandlung sowohl mit der 68er-Bewegung als auch „mit der Frauenbewegung und ihrer Kritik an der gesellschaftlichen Vormachtstellung der Männer und an der Unterdrückung und Ausgrenzung von Frauen“ in Verbindung. Die „Kritik der Studentenbewegung an der überholten und herrschaftsstabilisierenden Ordinarienuniversität“ sei den Frauen „nicht weit  genug“ gegangen, so dass sie zu einer „tief greifenden Kritik […] am männlich dominierten Wissenschaftsbetrieb“ gefunden und die „gesamte Institution Universität mit ihren traditionellen Strukturen infrage“ gestellt hätten.
Die erste der Veranstaltungen, zu der nicht nur Studentinnen, sondern alle interessierten Frauen eingeladen waren, fand vom 6. bis 10. Juli 1976 in einem der großen Hörsäle der Freien Universität statt. Über die Zahl der Teilnehmerinnen geben verschiedene Quellen unterschiedliche Zahlen an, mehrfach ist von 600 Teilnehmerinnen die Rede, teils von 6000. In ihrer Ausgabe vom 15. September 1976 benannte die Zeitschrift Courage 600 Teilnehmerinnen. Erklärte Absicht war es, die geschlechtsspezifischen Benachteiligungen von Frauen zu thematisieren, und sich mit der „Rolle von Frauen in Geschichte, Kultur, Politik und den Wissenschaften“ zu befassen.
Die Sommeruniversität für Frauen sei, so Rebecca Hillauer zum 40. Jahrestag im Deutschlandfunk Kultur, zu einem „Think Tank für eine feministische Wissenschaft“ geworden. In Europa habe es zuvor solche Veranstaltungen nicht gegeben. Irmela von der Lühe, inzwischen an der Freien Universität Berlin emeritierte Professorin des Instituts für deutsche und niederländische Philologie, bezeichnete sie als „Meilenstein in der Frauenbewegung“:

„Da waren ja überall viele Frauen, die auch ein Interesse an Fort- und Weiterbildung hatten. Und so war unsere Veranstaltung auch gedacht. Wir wollten nach innen in die Universität hinein zeigen, was fehlt. Und nach außen in die entsprechenden frauenpolitischen Milieus ein Signal setzen und sagen: Kommt mit euren Erfahrungen und lasst uns überlegen, was wir gemeinsam machen können.“

## Veranstaltungstitel
1. 1976: Frauen und Wissenschaft

2. 1977: Frauen als bezahlte und unbezahlte Arbeitskräfte

3. 1978: Frauen und Mütter

4. 1979: Autonomie oder Institution. Über die Leidenschaft und Macht von Frauen

5. 1980: Biederer Alltag – Radikale Träume. Realität und Utopien erwerbstätiger Frauen

6. 1982: (Über)Lebensstrategien

7. 1983: Wollen wir immer noch alles? Frauenpolitik zwischen Traum und Trauma

## Rahmen- und Umgebungsbedingungen
Die sieben einwöchigen Veranstaltungen der Sommeruniversität für Frauen fanden wahlweise in den Räumen der Freien oder der Technischen Universität statt. Beworben wurden sie unter anderem durch Plakate, von denen einige inzwischen im Spinnboden – einer Spezialbibliothek für lesbische Geschichte – archiviert sind.
Männer waren explizit nicht zugelassen, wie Hallgerd Bruckhaus, seinerzeit Reporterin beim Sender Freies Berlin, 1976 mitteilte: „Die wenigen, die partout teilnehmen wollten, engagierte man als Kindergärtner“, sie seien am zweiten Tag nicht wiedergekommen.
Der Gründung der Sommeruniversität war eingebettet in eine Bewegung, die zahlreiche frauenspezifische Einrichtungen wie Frauenbuchläden, Frauencafés, erste Frauenhäuser und Frauenzentren – unter anderem das Frauenzentrum Westberlin oder das Frauenzentrum Frankfurt a. Main – hervorbrachte. Auch begannen die Frauen in dieser Zeit, sich in politischen Parteien, in der Friedens- und Anti-Atomkraftbewegung zu engagieren.

## Das Ende
Über die Frage, ob die Sommeruniversität dauerhaft an der Universität oder außerhalb angesiedelt werden sollte, gerieten die Gründerinnen in Streit, bis ihre Gruppe schließlich zerbrach. Einige sprachen sich für eine Institutionalisierung, andere dagegen aus.
Die siebte und letzte Sommeruniversität fand 1983 statt.

## Die Folgen
Die Institutionalisierungswünsche führten an der Freien Universität zunächst zur Zentraleinrichtung für Frauen- und Geschlechterforschung, aus der schließlich das Margherita-von-Brentano-Zentrum hervorging, gewidmet der namensgebenden Philosophin Margherita von Brentano. Im November 2015 veröffentlichte die Freie Universität in ihrem Amtsblatt die Ordnung des Margherita-von-Brentano-Zentrums der Freien Universität Berlin. Außeruniversitär wurde mit dem FFBIZ ein Frauenforschungs-, -bildungs- und -informationszentrum gegründet.
Im Nachgang zur Sommeruniversität für Frauen wurden tatsächlich Lehrstühle für Frauen, Stellen für Frauenbeauftragte und Studiengänge für Frauenforschung eingerichtet. Daneben entstanden zahlreiche Projekte, teils mit begrenzter Geschichte, teils überdauernd. Für Berlin trug Cristina Perincioli einige Projekte zusammen. Dazu gehörten beispielsweise die Gründung der Zeitschrift Courage, im Jahr 1976 die Gründung des ersten deutschen Frauenhauses in Berlin oder 1977 der damals sogenannte Notruf für vergewaltigte Frauen. 1987 erhielt Ute Gerhard den ersten Lehrstuhl für Frauen- und Geschlechterforschung an der Goethe-Universität Frankfurt am Main.
Die Berliner Sommeruniversität war die erste ihrer Art in Europa, weitere folgten ihrem Beispiel.
Zum vierzigsten Jahrestag knüpfte das Bildungswerk Berlin der Heinrich-Böll-Stiftung erklärtermaßen an die Berliner Tradition an, auch in der Wahl des Datums, und veranstaltete vom 6. bis 10. Juli 2016 in Berlin und Potsdam eine Feministische Summerschool für Frauen*, der sie den Titel Differenzen zwischen Frauen – erkennen, annehmen und feiern gab. In der Ankündigung werden „alle Männer*“ um Verständnis dafür gebeten, dass die Veranstaltungen der Feministischen Summerschool „ausschließlich für Frauen*“ vorgesehen seien.
Am 15. September 2018 lud das Digitale Deutsche Frauenarchiv (DDF) zu seinem Onlinegang zur Feministischen Sommeruni an der Humboldt-Universität zu Berlin ein. Hier wurden Frauen erstmals 1908 zum Studium zugelassen. 2019 lud die Universität Leipzig zu ihrer Feministischen Sommeruni ein, die sich, wie zahlreiche Vorgänger, nicht als akademische Tagung präsentieren wollte.
Aus Österreich berichtete unter anderem Ingrid Böhler, Leiterin des Instituts für Zeitgeschichte an der Universität Innsbruck und verantwortlich für das dortige Projekt Hidden Histories, unter dem Titel Der Dekan wird vor die Türe gesetzt über die 3. Österreichische Frauensommeruniversität im Jahr 1986. Das Missy Magazine schrieb in seiner Ankündigung für die FrauenSommerUniversität 2012 in Wien, Frauenuniversitäten hätten in Österreich „bereits eine lange Tradition“. Lina Anna Cenic vom Stadtteilradio Maxglan berichtete am 11. September 2012 in einer halbstündigen Sendung über die FrauenSommerUniversität in Österreich. Der Standard teilte mit, nach Wiederbelebung im Jahr 2007 würde die FrauenSommerUniversität jährlich in einem anderen Bundesland stattfinden.

## Rezeption
Rezipiert wurden die Veranstaltungen der Berliner Sommeruniversität für Frauen jeweils in der Zeitschrift Courage, die von 1976 bis 1984 erschien.
Für die Zeitschrift Ariadne schrieb die Journalistin Inge von Bönninghausen, die fünf der sieben Sommeruniversitäten besuchte, im Jahr 2000 einen „persönlichen Rückblick“. Zu ihrer Zeit war, wie sie schrieb, „nur jeder fünfte Student weiblich“. Die Teilnehmerinnen hätten „im Gepäck ihre Erfahrungen aus dem §218-Kampf, aus Frauenzentren und -gruppen“ gehabt und seien fest davon überzeugt gewesen, „dass Gemeinsamkeit stark macht“. Fünf Jahre zuvor hatte der Stern 1971 im Rahmen der Auseinandersetzungen um den § 218 StGB getitelt: Wir haben abgetrieben! Im selben Jahr war der Spielfilm Paragraph 218 – Wir haben abgetrieben, Herr Staatsanwalt erschienen. In der Wissenschaft, so Bönninghausen, wären Frauen seinerzeit „weder als Subjekte“ vorgekommen, „noch als Objekt der Forschung“. Die Sommerunis hätten „die Frauenbewegung bewegt“ und seien zugleich „von ihr bewegt“ worden, und so blieben laut Bönninghausen auch Konflikte und mitunter Langeweile nicht aus.
Am Neujahrstag 2007 berichtete die Zeitschrift Emma über die Geschichte der Frauen seit 1971 und die Chronik ihrer Erfolge. Die Sommeruniversität für Frauen reiht sich ein in die Liste der dort erwähnten Erfolge. Die Initiatorinnen hätten eine „Erhöhung des ‚lächerlich geringen Frauenanteils‘ bei Studierenden und Professoren“ gefordert. Die Frauen haben aufgeholt: der Professorenanteil wuchs von seinerzeit 3 % auf 14 % im Jahr 2006, und der Anteil der Studierenden wuchs im selben Zeitraum von 9 % auf knapp 50 %.